# Ipolyszög
Ipolyszög (korábbi nevén: Riba, szlovákul: Ryba) község Nógrád vármegyében, az Ipoly völgyében, a Balassagyarmati járásban.

## Fekvése
Ipolyszög az észak-magyarországi Nógrád vármegye szegletében, a magyar-szlovák államhatárt jelentő Ipoly folyó bal partján fekszik. A település határában terül el az Égerláp természetvédelmi terület.
A közvetlenül határos települések: kelet felől Balassagyarmat, délkelet felől Csesztve, dél felől Érsekvadkert, nyugat felől pedig Dejtár. Az észak felől legközelebbi település, Kóvár (Koláre) már Szlovákiához tartozik.

### Megközelítése

#### Közúton
A fővárosból M2-es vagy 2-es, majd a 22-es úton lehet elérni, A járásszékhelyről a 22-es utat Budapest irányába követve az első település Ipolyszög. A község Budapesttől 80, Balassagyarmattól 7 kilométerre fekszik.

#### Vasúton
A MÁV 75-ös számú (Vác–Balassagyarmat) vonalán közelíthető meg; ez a vonal a Börzsöny lábánál és az Ipoly völgyében vezet, hazánk egyik legszebb vasútvonala. A helyi vasúti megállóhely Dejtár vasútállomás és Balassagyarmat vasútállomás között található.

## Története
Ipolyszög történetének kezdete még a 13. századig nyúlik vissza, önálló településként, ekkor még a szláv Riba (hal) nevet viselte, ami arra utal, hogy az Ipoly árterületén halászatból, csíkászatból éltek a helyiek. Az ekkori okiratok megemlítik, hogy a községtől északkeleti irányban egy vár mered a magasba egy meredek sziklabércen. Ma már jórészt benőtte az erdő, de a sziklafalak folytatásaként épült erődítés még ma is jól látható.
A vár sajnos elpusztult, de Ipolyszögnek így is sok építészeti remekműve van. Köztük a katolikus templom, az evangélikus templom és a nagy területen elterülő ipolyszögi temető.
1905-től 1973-ig Ipolyszög néven jegyezték, 1973-tól Balassagyarmat városhoz csatolták. A fennálló több mint 30 éves együttlét ideje alatt kiépült a településrészen a teljes infrastruktúra, a közfeladatok ellátása megoldott volt. A településrész választópolgárai már 1993 tavaszán kezdeményezték a leválást, azonban a helyi népszavazás eredménytelen volt, míg a 2002. február 3. napján megtartott népszavazás érvényes és eredményes lett, így Ipolyszög 2006-ban ismét önálló községgé alakult.
A településtörténet egyik kevéssé ismert, kedves állomása, hogy 1953 nyarán itt Ipolyszögön forgatták a magyar filmtörténet harmadik legsikeresebb filmalkotása, a Rákóczi hadnagya (1954) című film egyes jeleneteit. A filmben szereplő felvidéki Réthe jobbágyfalu jelenik meg némi átalakítással a Rákóczi-szabadságharc korát idéző képekben. "Itt volt szükség a legkevesebb átépítésre. A házakat bezsuppoztattuk, a kerítéseket, az udvarokat a kor jobbágyfalvainak megfelelően átalakítottuk. Az egyetlen díszlet ezekben a képekben a templom korabeli épülete." - nyilatkozta Katona Jenő, a film egykori gyártásvezetője. A mozik 1954 februárjában mutatták be a Bán Frigyes rendezte történelmi játékfilmet, amely idővel elérte a 7 milliós nézőszám-rekordot is.

### A vár története
A néprege IV. Béla korára teszi az ipolyszögi vár keletkezését, az oklevelek azonban csak 1331-ben említik először, habár magáról a faluról már jóval korábban is szó esik. Az első tulajdonosa a Kanizsai családhoz tartozó Simon volt, aki előkelő származása dacára jórészt a környék, illetve távolabbi vidékek fosztogatásával tette a nevét hírhedtté. Rablásokat, gyilkosságokat, templom-fosztogatásokat követett el, mindaddig, míg a király csapatot nem küldött elfogására. Simon bezárkózott a várába, de egyik embere éjszaka kinyitotta az ostromlóknak a kaput. Simont ott helyben négyfelé vágták, a várat a király elkobozta, és Gergely főpohárnokmesternek adományozta, de pár évtized múlva már királyi várként emlegetik, és az is maradt hosszú ideig, addig amíg Zsigmond király pénzszűkében nem lévén ezen is túl nem adott.
Új tulajdonosai – a Szerémiek – alatt feléledt az átkos emlékű kor, ők is raboltak, fosztogattak belőle úgy, hogy Mátyás 1483-ban sereget küldött ellenük. Szerémi Gézát ez egyáltalán nem rettentette meg, ágyúkkal fogadta az ostromlókat. Nem is történt baja, hamar elfeledték bűneit, és halála után fia, Imre II. Ulászló gyászos emlékű uralkodása alatt birodalmi hercegséget kapott. A Szerémiek nádori ágának kihalta után sikerült Bedek Máté felsőmagyarországi főkapitánynak megszerezni a várat, és nagy költséggel felújította, átépítette a már ekkor romladozó falakat. A költségekhez a közeledő török veszedelem hatása miatt az ország és a vármegye is hozzájárult. Bedek Máté nem sokáig élvezhette a tulajdonlást, mert két év múlva egy vadászaton lova levetette a hátáról. Még két napig élt, eljövendő halálát megérezve hazahívta Budáról az akkor ott udvarnokoskodó Miklós fiát, aki azonban nem érkezett egyedül. Erőszakkal magával hurcolta Szapolyai Dorottyát, akibe halálosan szerelmes volt, és aki akkor már a király vadászmesterének volt gyűrűs menyasszonya. Újsütetű szerzeményének nem örülhetett túlságosan sokáig, tette hatalmas felháborodást keltett az udvarban, és a harmadik napon Koháry József, a vadászmester parancsnoklatával megjelent a királyi sereg. Miklós bezárkózott a várba, de reggelre elhűlve tapasztalhatta, hogy a személyzet éjszaka elszivárgott a várból, jórészt egyedül maradt Szapolyai Dorottyával. Arra gondolni sem lehetett, hogy védekezzen, és amikor megadásra szólították fel, Dorottyával együtt leugrott az öregtoronyból. A király büntetésként a várat leromboltatta, a török időkben már romként emlegetik. Nem is épült fel többé, minden hadi jelentőségét elvesztette.
A vár alatti völgyben egy forrás található, a néphit szerint itt halt meg az utolsó várúr és kedvese.

## Közélete

### Polgármesterei
- 2006–2010: Wágnerné Fejes Mária (független)[7]
- 2010–2014: Wágnerné Fejes Mária (független)[8]
- 2014–2019: Kárdási Jánosné (független)[9]
- 2019–2024: Kárdási Jánosné (Fidesz-KDNP)[10]
- 2024– : Kárdási Jánosné (Fidesz-KDNP)[1]

## Népesség
A település népességének változása:
| Lakosok száma | 649  | 642  | 625  | 539  | 555  | 549  | 548  |
|               | 2013 | 2014 | 2015 | 2021 | 2022 | 2023 | 2024 |

A 2011-es népszámlálás során a lakosok 90,7%-a magyarnak, 13,3% cigánynak, 0,5% németnek, 0,3% szlováknak mondta magát (8,8% nem nyilatkozott; a kettős identitások miatt a végösszeg nagyobb lehet 100%-nál). A vallási megoszlás a következő volt: római katolikus 59%, református 0,6%, evangélikus 16,3%, görögkatolikus 0,2%, felekezeten kívüli 2,9% (16,9% nem nyilatkozott).
2022-ben a lakosság 93,5%-a vallotta magát magyarnak, 12,1% cigánynak, 0,4% németnek, 0,2% szlováknak, 0,2% ruszinnak, 1,1% egyéb, nem hazai nemzetiségűnek (6,5% nem nyilatkozott; a kettős identitások miatt a végösszeg nagyobb lehet 100%-nál). Vallásuk szerint 46,8% volt római katolikus, 13,5% evangélikus, 2,7% református, 0,2% görög katolikus, 3,2% egyéb keresztény, 0,4% egyéb katolikus, 7,9% felekezeten kívüli (25% nem válaszolt).

## Látnivalók
- 1923-ban épült Magyarok Nagyasszonyának felszentelt Római Katolikus templom, 2006 nyarában új tetőszerkezetet és belső burkolatot kapott.